# Jakob Beck-Friis
Jakob Gerhard Beck-Friis, född 14 februari 1892 i Kristianstad, död 2 april 1970 i Stockholm, var en svensk friherre och arkitekt. Han var bror till civilingenjör Christian Beck-Friis och farbror till barnpsykolog Lisbeth Palme.
Beck-Friis, som var son till häradshövding, friherre Lave Beck-Friis och friherrinna Adriana Elisabet De Geer, avlade studentexamen vid Lundsbergs skola 1913 samt utexaminerades från Chalmers tekniska institut 1917 och från Kungliga Tekniska högskolan 1918. Han var anställd på Östlihn & Starks arkitektkontor och professor Sigurd Curman i Stockholm 1918–1921 samt på Camille Maillards och François Raguenets arkitektkontor i Paris 1922–1925 och vid AB Nordiska Kompaniets ritkontor i Stockholm 1925–1929. Han var praktiserande arkitekt i Stockholm och lärare i husbyggnadslära vid Tekniska institutet i Stockholm från 1925. Han var även arkitekt vid Fortifikationsförvaltningen under 1950- och 1960-talet. .